# Amphoe Maha Chana Chai
Amphoe Maha Chana Chai (in Thai อำเภอ มหาชนะชัย) ist ein Landkreis (Amphoe – Verwaltungs-Distrikt) in der Provinz Yasothon. Die Provinz Yasothon liegt im östlichen Teil der Nordostregion von Thailand, dem so genannten Isan.

## Geographie
Amphoe Maha Chana Chai grenzt an die folgenden Distrikte (von Norden aus gesehen im Uhrzeigersinn): an Amphoe Kham Khuean Kaeo in der Provinz Yasothon, an Amphoe Khueang Nai der Provinz Ubon Ratchathani, an Amphoe Kho Wang wiederum in Yasothon, an die Amphoe Rasi Salai und Sila Lat der Provinz Si Sa Ket, sowie an Amphoe Phanom Phrai der Provinz Roi Et.

## Geschichte
Der Ort Maha Chana Chai hieß früher Han Chai Chana (หันชันชนะ), der 1859 von Prince Thao Puttakhamphun (ท้าวปุตตะคำพูน ราชบุตร) gegründet worden war. 1863 benannte König Mongkut (Rama IV.) den Ort in Mueang Maha Chana Chai um.
Im Jahr 1909 wurde der Ort zu einem Amphoe der Provinz Ubon Ratchathani, und am 24. April 1917 wurde sein Name in Amphoe Fa Yat (อำเภอฟ้าหยาด) geändert, da sich seine Verwaltung im Dorf Fa Yat befand.
Am 7. April 1939 wurde der Name zurück in Amphoe Maha Chana Chai geändert.
Als am 1. März 1972 die neue Provinz Yasothon gegründet wurde, war Maha Chan Chai einer der sechs Distrikte, aus denen die neue Provinz ursprünglich bestand.

## Verwaltung

### Provinzverwaltung
Der Landkreis Maha Chana Chai ist in zehn Tambon („Unterbezirke“ oder „Gemeinden“) eingeteilt, die sich weiter in 103 Muban („Dörfer“) unterteilen.
| Nr.  | Name       | Thai    | Muban | Einw.  |
| ---- | ---------- | ------- | ----- | ------ |
| 01.  | Fa Yat     | ฟ้าหยาด  | 10    | 10.102 |
| 02.  | Hua Mueang | หัวเมือง  | 0-    | 07.447 |
| 03.  | Khu Mueang | คูเมือง   | 0-    | 06.661 |
| 04.  | Phue Hi    | ผือฮี     | 0-    | 04.325 |
| 05.  | Bak Ruea   | บากเรือ  | 11    | 04.729 |
| 06.  | Muang      | ม่วง     | 0-    | 06.440 |
| 07.  | Non Sai    | โนนทราย | 07    | 03.086 |
| 08.  | Bueng Kae  | บึงแก    | 0-    | 05.586 |
| 09.  | Phra Sao   | พระเสาร์ | 10    | 04.314 |
| 010. | Song Yang  | สงยาง   | 0-    | 04.943 |

Hinweis: Die Daten der Muban liegen zum Teil noch nicht vor.

### Lokalverwaltung
Es gibt eine Kommune mit „Kleinstadt“-Status (Thesaban Tambon) im Landkreis:
- Fa Yat (Thai: เทศบาลตำบลฟ้าหยาด), bestehend aus Teilen des Tambon Fa Yat.

Außerdem gibt es zehn „Tambon-Verwaltungsorganisationen“ (องค์การบริหารส่วนตำบล – Tambon Administrative Organizations, TAO):
- Fa Yat (Thai: องค์การบริหารส่วนตำบลฟ้าหยาด)
- Hua Mueang (Thai: องค์การบริหารส่วนตำบลหัวเมือง)
- Khu Mueang (Thai: องค์การบริหารส่วนตำบลคูเมือง)
- Phue Hi (Thai: องค์การบริหารส่วนตำบลผือฮี)
- Bak Ruea (Thai: องค์การบริหารส่วนตำบลบากเรือ)
- Muang (Thai: องค์การบริหารส่วนตำบลม่วง)
- Non Sai (Thai: องค์การบริหารส่วนตำบลโนนทราย)
- Bueng Kae (Thai: องค์การบริหารส่วนตำบลบึงแก)
- Phra Sao (Thai: องค์การบริหารส่วนตำบลพระเสาร์)
- Song Yang (Thai: องค์การบริหารส่วนตำบลสงยาง)